# Salm-Tronecken
Salm-Tronecken fou un wild i ringraviat del Sacre Imperi Romanogermànic format per segregació de la branca mare de Salm-Kyrburg en tres branques (Salm-Kyrburg, Salm-Morchingen i Salm-Tronecken). Fou governat per Otó fins a la seva mort el 1637, passant llavors a la branca (filla) de Salm-Kyrburg.